# Lutz Schmidt
Lutz Schmidt (né le 8 juillet 1962 à Zittau et mort le 12 février 1987 à Berlin) a été une victime du mur de Berlin. Des membres des Troupes frontalières de la République démocratique allemande l'ont abattu alors qu'il tentait de s'échapper.

## Biographie
Lutz Schmidt était cycliste depuis sa jeunesse. À l'âge de 14 ans, il a adhéré au SC Dynamo Berlin. C'est à l'école de sport de ce club qu'il a obtenu le baccalauréat. Sa carrière a pris fin lorsqu'il a refusé d'adhérer au Parti socialiste unifié d'Allemagne. À 18 ans, il a rencontré sa future épouse Karin, mère célibataire d'une fille. Avec elle, il a eu un fils. Avec un apprentissage de monteur, il s'est réorienté professionnellement. Après avoir servi dans l'Armée populaire nationale, il a commencé à travailler pour Auto Trans Berlin parce qu'il pensait y obtenir des matériaux pour la construction d'une maison. 
Le couple avait des contacts en République fédérale et aux États-Unis, et a ainsi découvert les différences de modes de vie entre l'est et l'ouest. Ils ont décidé d'essayer d'aller vivre à l'Ouest, mais ne voulaient pas faire de demande de sortie officielle en raison des inconvénients attendus. Après l'échec de sa première demande de visite, Lutz Schmidt a d'abord pensé à fuir seul puis à faire venir sa famille plus tard. Après divers plans d'évasion, Lutz Schmidt a décidé d'essayer de s'échapper par-dessus le mur avec un collègue de travail. Ils ont choisi la date du 12 février 1987, car ce jour-là, une visite officielle d'Allemands de l'Ouest était prévu à Berlin-Est et le temps brumeux offrait un meilleur camouflage. Peu avant la frontière dans le quartier d'Altglienicke (district de Treptow), les deux hommes ont presque heurté une voiture de patrouille radio avec leur camion. Lorsque leur camion est resté coincé, ils ont sauté de la voiture et se sont précipités vers la bande frontalière avec les échelles qu'ils avaient emportées avec eux. La police populaire a informé les gardes-frontières à proximité.
Une fois à la frontière, Lutz Schmidt et son compagnon ont escaladé la clôture de signalisation avec l'échelle et ont continué à courir vers le mur. L'une de ses échelles s'est prise dans la clôture en fil de fer barbelé. L'échelle restante a été placée contre le mur, mais elle a glissé, laissant une distance de deux mètres jusqu'au haut du mur. Lutz Schmidt a aidé son compagnon à se relever mais n'a pas pu le suivre. Son compagnon est tombé du côté ouest du mur tandis que Lutz Schmidt a été touché au cœur par les tirs des soldats frontaliers qui s'approchaient. Il est mort sur le coup.
Le Ministère de la Sécurité d'État a obligé Karin Schmidt à garder le silence sur les circonstances du décès et à indiquer à des amis qu'il s'agissait d'un accident de la circulation. Les coups de feu ont cependant suscité un grand intérêt médiatique à l'Ouest ; le nom de Lutz Schmidt ne fut connu que plus tard. Les deux gardes-frontières responsables de la mort de Lutz Schmidt ont été décorés de la médaille pour « services frontaliers exemplaires ». En 1993 le procureur de Berlin en 1993 a entamé des poursuites devant le tribunal régional de Berlin. En 1995, une peine de prison de deux ans avec sursis a été prononcée pour homicide involontaire. Karin Schmidt était co-plaignante dans le procès ainsi que dans d'autres procès contre des membres du Parti socialiste unifié d'Allemagne.
Le 13 août 2009, l'ancienne Rheingoldstrasse à Berlin-Altglienicke, où Lutz Schmidt a été abattu, a été rebaptisée Lutz-Schmidt-Strasse. Une stèle y rappelle les événements.